# ザ・ランナウェイズ
ザ・ランナウェイズ（The Runaways）は、1970年代に活躍したアメリカの女性だけのロックバンド。活動期間中に4枚のスタジオ・アルバムとライブ・アルバム1タイトルをリリース。アメリカ本国での大きな成功には恵まれなかったが、1977年のシングル「チェリー・ボンブ（Cherry Bomb）」の大ヒットにより、主に日本で大人気を博した。
デビュー当時の平均年齢は16歳。シェリー・カーリーの衣装はコルセットとガーターベルトのほとんど下着姿という過激なものであった。本国よりも日本での人気が高まり、篠山紀信がシェリーを題材に「激写」を敢行したほか、1977年には来日公演も行った。

## 結成まで
1975年終盤、ドラマーのサンディ・ウェストとリズム・ギタリストのジョーン・ジェットが、プロデューサーのキム・フォウリーの紹介で知り合ったところからバンドの歴史はスタートする。ウェストの自宅で対面した2人は、フォウリーにメンバー探しの支援を依頼。当初はシンガー兼ベーシストのミッキ・スティール（後にマイケル・スティールの名でバングルスに加入）を加えたパワー・トリオとして活動を開始、ロサンゼルス近辺のパーティ会場やクラブで演奏した。
まもなくリード・ギタリストのリタ・フォードが加入。スティールは脱退し、地元のベーシスト、ペギー・フォスターを加入させるが1カ月で脱退。地元のナイトクラブ「シュガー・シャック」で歌っていたボーカリストのシェリー・カーリーをスカウトし、ジャッキー・フォックスがベースとして加入。デビュー時のラインナップが揃った。
- シェリー・カーリー (Cherie Currie) - ボーカル、キーボード
- ジョーン・ジェット (Joan Jett) - ギター、ボーカル
- リタ・フォード (Lita Ford) - ギター
- ジャッキー・フォックス（英語版） (Jackie Fox) - ベース
- サンディ・ウェスト (Sandy West) - ドラム

## デビュー〜人気グループへ
フォウリーの指揮の下、1976年にマーキュリー・レコードと契約。すぐにデビュー・アルバム『悩殺爆弾〜禁断のロックン・ロール・クイーン』（The Runaways）をリリースする。各メンバーはそれぞれ手本とするイメージ・キャラクターを持ち、カーリーはデヴィッド・ボウイ、ジェットはスージー・クアトロ、フォードはリッチー・ブラックモアとジェフ・ベック、ウェストはロジャー・テイラー、フォックスはジーン・シモンズをそれぞれイメージして自らのキャラクターを育てていった"。
1977年、セカンド・アルバム『クイーンズ・オブ・ノイズ』（Queens of Noise）をリリース、ワールド・ツアーを敢行する。折しも勃興したパンク・ムーブメントにも後押しされグループの勢いが加速する。同年夏に初来日。ランナウェイズは、当時の日本におけるレコード売上げでアバ、キッス、レッド・ツェッペリンと肩を並べるセールスを誇る人気グループであり、空港には大勢のファンが押しかけ、現場は大混乱に陥った。この時の喧騒をジェットは後に「まるで『ビートルズ旋風』」と回顧している。日本滞在中には、彼女たち自身の特集番組をはじめ数多くのテレビ番組に出演。日本公演を収録した『ライヴ・イン・ジャパン』はゴールドを獲得。しかし、この日本ツアー中にフォックスが脱退表明。後任には、新たにヴィッキー・ブルーを迎えたが、続いてグループの看板であるカーリーまでもが脱退し、それまでもカーリーとボーカルを分け合っていたジェットがフルタイムのシンガーとなる。
体制を立て直したバンドは4枚目のアルバム『ウェイティン・フォー・ザ・ナイト』（Waitin' for the Night）を発表し、ラモーンズとともにワールドツアーを行う。カーリーはソロ・アルバムをリリースし、単独でのツアーを行った。

## 解散
1978年、金銭問題など様々な意見の不一致が原因で、バンド結成以来のパートナーであったキム・フォウリーと袂を分かち、マーキュリーとの契約も破棄。グループは、ブロンディやスージー・クアトロを手がけたトビー・マミズとマネジメント契約を結ぶ。同年11月、ヴィッキー・ブルーが健康問題で脱退。ローリー・マカリスターに交代。バンドはこの間、荒れたロックンロール的ライフスタイルを満喫する。同年シン・リジィのプロデューサー、ジョン・アルコックを迎えて制作したアルバム『クレイジー・ナウ』（And Now... The Runaways）をリリース。
1979年、よりパンク・ロック的なアプローチを主張したジェットと、ハードロックを追求したいフォード、ウェストの意見の不一致等もあり、同年グループは解散した。

## メンバーのその後
ジョーン・ジェットは後にソロで「アイ・ラブ・ロックンロール」の大ヒットを放つ。リタ・フォードもソロで成功を収めている。初期の一時期に在籍したミッキ（マイケル）・スティールは、後にバングルスに加入した。
元ドラムのサンディ・ウェストは、2006年10月21日、肺がんのために死去。47歳。ジャッキー・フォックスは芸能界引退後にUCLAを卒業し、ハーバード大学法科大学院を経て弁護士に転身した。なおハーバード時代の同級生には、後にアメリカ大統領になるバラク・オバマがいた。

## ディスコグラフィ

### スタジオ・アルバム
- 『悩殺爆弾〜禁断のロックン・ロール・クイーン』 - The Runaways (1976年、Mercury) ※ビルボード194位
  - 本アルバムからシングルカットされた「チェリー・ボンブ (Cherry Bomb)」はビルボード106位（Billboard Hot 100）、オリコン10位（総合）・1位（洋楽部門）を記録
- 『クイーンズ・オブ・ノイズ』 - Queens Of Noise (1977年、Mercury) ※ビルボード172位
- 『ウェイティン・フォー・ザ・ナイト』 - Waitin' for the Night (1977年、Mercury)
- 『クレイジー・ナウ』 - And Now... The Runaways (1978年、Mercury/Cherry Red)

### ライブ・アルバム
- 『ライヴ・イン・ジャパン』 - Live in Japan (1978年、Mercury) ※オリジナル・メンバーでのライブ

### コンピレーション・アルバム
- Flaming Schoolgirls (1980年、Cherry Red)
- Little Lost Girls (1981年、Rhino)
- The Best of the Runaways (1982年、Mercury)
- I Love Playin' with Fire (1982年、Cherry Red)
- Born to be Bad (1991年、Marilyn) ※1975年に録音された公式デビュー前の音源
- Neon Angels (1992年、Mercury)
- The Runaways featuring Joan Jett and Lita Ford (1997年、PolyGram)
- 『ベスト・オブ・ザ・ランナウェイズ』 - 20th Century Masters - The Millennium Collection: The Best of the Runaways (2005年、Universal)
- 『ジャパニーズ・シングル・コレクション』 - Japanese Singles Collection (2008年、Cherry Red)
- The Mercury Albums Anthology (2010年、Hip-O)[8]